# Jullié
Jullié település Franciaországban, Rhône megyében. Lakosainak száma 496 fő (2022. január 1.). Jullié Cenves, Vauxrenard, Émeringes, Juliénas és Deux-Grosnes községekkel határos.

## Népesség
A település népességének változása:
| Lakosok száma | 426  | 435  | 449  | 435  | 433  | 432  | 454  | 475  | 496  |
|               | 2013 | 2015 | 2016 | 2017 | 2018 | 2019 | 2020 | 2021 | 2022 |